# Weston, Northamptonshire
Weston är en by i Northamptonshire i England. Byn är belägen 16 km 
från Daventry. Orten har 382 invånare (2009).